# Thieulin

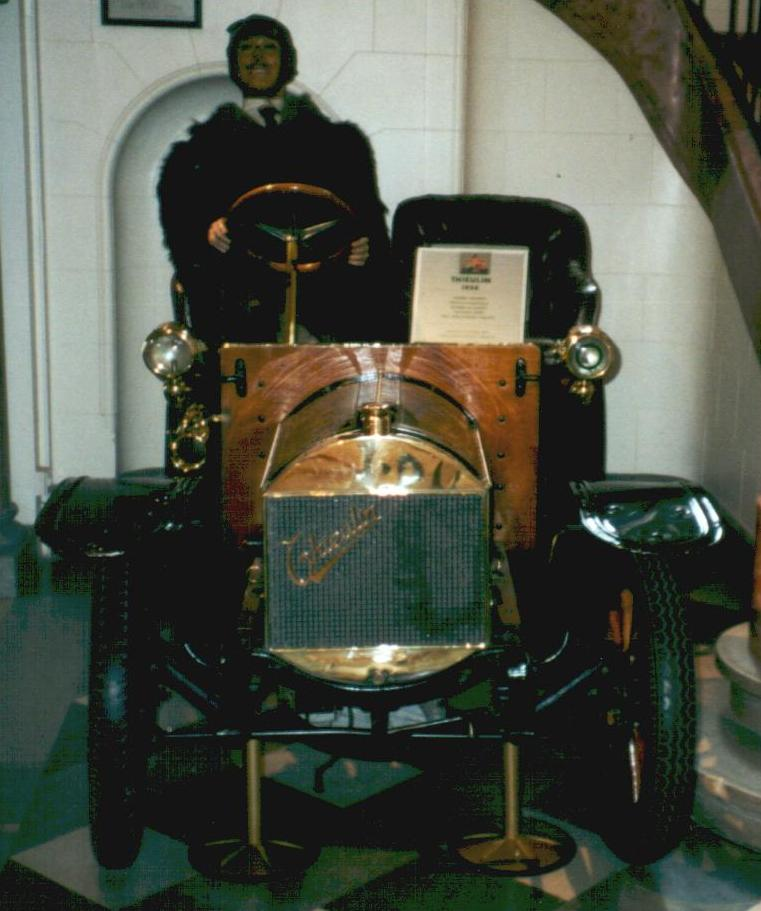
Thieulin von 1908

Automobiles Thieulin war ein französisches Unternehmen im Bereich des Maschinenbaus.

## Unternehmensgeschichte
Louis Thieulin gründete 1886 in Besançon ein Maschinenbauunternehmen. 1889 stellte er im Auftrag eines Kunden einen einzelnen Dampfwagen her. Im Angebot standen auch Motorsensen. Später traten die Söhne Émile und Joseph mit ins Unternehmen ein. 1906 begann die Produktion von Automobilen. Der Markenname lautete Thieulin. 1908 endete die Automobilproduktion. Insgesamt entstanden sieben Fahrzeuge. Es ist nicht bekannt, wann das Unternehmen aufgelöst wurde.

## Fahrzeuge
Im Angebot standen Kleinwagen. Für den Antrieb sorgte je nach Quelle ein Einzylindermotor oder ein Vierzylindermotor. Die offene Karosserie bot Platz für zwei Personen. Die Fahrzeuge wurden auch in Rennen wie dem Coupe des Voiturettes 1908 eingesetzt.
Ein Fahrzeug dieses Herstellers existiert noch. Es ist im Musée Henri Malartre in Rochetaillée-sur-Saône zu besichtigen.